# Early Days (Album)
Early Days ist eine Kompilation der schweizerischen Hard-Rock-Band Krokus.

## Hintergrund
Die Kompilation Early Days, die in zwei verschiedenen Coverartworks erhältlich ist, setzt sich aus Songs der noch progressiveren Frühphase von Krokus zusammen. Sie enthält ausschließlich Titel aus den Jahren 1976 bis 1978, also von den Studioalben Krokus, To You All und Pay It in Metal/Pain Killer. Die Zusammenstellung erschien über die Plattenfirma Mercury, die zwei Jahre zuvor bereits das besagte Studioalbum Pay It in Metal bzw. Pain Killer veröffentlicht hatte. Early Days ist nicht in der Diskographie der offiziellen Webseite aufgelistet, wird dort allerdings zumindest in der Geschichte der Band namentlich erwähnt. Die Kompilation erschien bis heute nur als LP.

## Titelliste
1. Bye Bye Baby (4:16) (Fernando von Arb/Chris von Rohr) (von Pay It in Metal/Pain Killer)
2. Rock Me, Rock You (3:20) (von Arb/von Rohr) (von Pay It in Metal/Pain Killer)
3. Trying Hard (3:40) (Tommy Kiefer) (von To You All)
4. Killer (3:34) (von Arb/von Rohr) (von Pay It in Metal/Pain Killer)
5. Highway Song (4:03) (von Arb/von Rohr) (von To You All)
6. Mr. Greedy (3:24) (Kiefer) (von To You All)
7. To You All (2:28) (von Arb/von Rohr) (von To You All)
8. Bad Love (4:53) (von Arb/von Rohr) (von Pay It in Metal/Pain Killer)
9. Lonesome Rider (2:39) (von Arb/von Rohr) (von To You All)
10. Majale (2:56) (Kiefer) (von Krokus)
11. Deadline (2:01) (Kiefer/von Rohr) (von Pay It in Metal/Pain Killer)

## Besetzung

### Krokus
Gesang, Piano, Schlagzeug: Chris von Rohr
Gesang, Leadgitarre: Tommy Kiefer
Rhythmusgitarre: Hansi Droz
Bass: Remo Spadino

### To You All
Gesang, Keyboard, Percussion: Chris von Rohr
Leadgitarre: Tommy Kiefer
Rhythmusgitarre: Fernando von Arb
Bass: Jürg Naegeli
Schlagzeug: Freddy Steady

### Pay It in Metal/Pain Killer
Gesang, Percussion: Chris von Rohr
Leadgitarre: Tommy Kiefer
Rhythmusgitarre: Fernando von Arb
Bass, Keyboard: Jürg Naegeli
Schlagzeug: Freddy Steady